# N・S・ハルシャ
N・S・ハルシャ（N. S. Harsha、1969年 - ）は、南インドの古都マイスール生まれの現代アーティスト。

## 経歴
1995年、ヴァドーダラーのマハーラージャ・サヤジラオ（MS）大学絵画修士課程修了。
2012年にDAADのベルリン芸術家プログラムに選出、2008年にはアルテス・ムンディ賞を受賞。 
近年では、バリ島で開催された第17回Ｇ20首脳会合に合わせて開催されたグループ展《Constellations: Global Reflections (CGR)》に参加。 

## 収蔵館
- 森美術館

## パブリックアート
- 虎ノ門ヒルズ[3]